# Alena Nádvorníková
Alena Nádvorníková, née Bretšnajdrová le 12 novembre 1942 et morte le 3 octobre 2023, est une poétesse, peintre et théoricienne du surréalisme de nationalité tchèque.